# ФК Осогово Кочани
ФК Осогово Кочани је фудбалски клуб из Кочана у Северној Македонији, који се такмичи у Другој лиги Македоније - исток.

## Историја
ФК Осогово је основан 1924. године. Клупске боје су жута и плава. Игра на стадиону Никола Мантов капацитета од 5.000 гледалаца. У својој дугој историји клуб је играо у Првој лиги Македоније 1992/93 — 1994/95. и 1998/99 — 2001/02, Трећој лига Југославије — источна група, 1988/89. и 1991/92, а сада игра у Другој фудбалској лиги Македоније — Источни регион.

## Стадион Никола Мантов
Године 1973. клуб је играо у тадашњој Македонској републичкој лиги (тадашњи трећи ранг такмичења), на утакмици између ФК Осогово и ФК ФАС 11 Октомври из Скопља, на терену је од срчаног удара као покошен пао 23-годишњи фудбалер Осогова, Никола Мантов. У сећању на њега стадион је добио његово име. Сваке године, на годишњицу смрти, поменуте две екипе играју пријатељску утакмицу у знак сећања на преминулог играча.